# HMS Neptune (könnyűcirkáló)
A HMS Neptune a Brit Királyi Haditengerészet egyik Leander osztályú könnyűcirkálója volt, a második világháború ideje alatt.
A Neptune a Leander osztály negyedik hajója volt. Építését 1931. szeptember 24-én kezdte a Portsmouth Dockyard. Vízrebocsátására 1933. január 31-én, hadrendbe állítására pedig 1934. február 12-én került sor.

## Pályafutása
Néhány hónappal a háború kitörését követően, 1939 decemberében a Neptune az Atlanti-óceán déli részén járőrözött, a német Admiral Graf Spee zsebcsatahajó után kutatva. A Neptune-t, számos másik brit hajóval együtt Uruguayba küldték, a La Plata-i csatát követően. December 17-én, mikor a német hajót legénysége elsüllyesztette, a brit hajók még úton voltak Dél-Amerikába.
1940. július 9-én a Neptune is részt vett a Calabria-i csatában, amely során az olasz Giuseppe Garibaldi könnyűcirkáló eltalálta a brit cirkálót. A 152 mm-es lövedék eltalálta a hajón található, előzőleg javításon átesett hidroplánt, melynek roncsát később a vízbe dobták. 
A háború későbbi szakaszában a Neptune vezette a Force K-t, melynek feladata a Líbiába tartó német és olasz konvojok észlelése és megsemmisítése volt. Ezek a konvojok látták el Észak-Afrikában a Rommel vezette Afrika Hadtestet felszereléssel és emberrel.
December 18-án a Force K-t egy Tripoliba tartó konvoj elfogására küldték. A hajóoszlopot a Neptune vezette. A könnyűcirkáló két aknának is nekiment, melyek a december 19-én és december 20-án telepített olasz aknamező részei voltak. Két másik cirkáló, az Aurora és a Penelope is aknára futott. Mikor elkezdtek kihátrálni az aknamezőből, a Neptune egy harmadik aknának is nekiment, mely leszakította a hajócsavarját, így a hajó mozdulatlanná vált. Az Aurora végsebessége a sérülések következtében, lecsökkent 10 csomóra (19 km/h), így a hajó azonnal visszafordult Málta felé. A Kandahar és a Lively nevű rombolókat beküldték az aknamezőbe, hogy segítsenek a sérült hajók kivontatásában. A mentési kísérlet során a Kandahar is aknára futott, ezért a Neptune jelzett neki hogy maradjon az aknamezőn kívül. Ezt követően a Neptune-t egy negyedik akna is megrongált, melynek következtében a brit hajó felborult. A mozgásképtelen Kandaharnak sikerült kisodródnia a veszélyes övezetből. A hajóba a kéménye mögött áramlani kezdett a víz, melynek következtében a hajó merülni kezdett. A legénység 178 megmaradt tagját a Máltáról küldött, HMS Jaguar vette fel. Ezt követően a Jaguar megtorpedózta a Kandahart hogy az végleg elsüllyedjen. A Neptune 767 fős legénységéből körülbelül harmincan tudtak mentőcsónakba szállni, de mindössze egyetlen túlélőt tudott felvenni az öt nappal később arra járó olasz torpedónaszád.
A második világháborúban a Neptune legénysége Új-zélandi volt.

## Külső hivatkozások
- A HMS Neptune Egyesület oldala (Angol)